# Яцьков Олександр Сергійович
Олекса́ндр Сергі́йович Яцьков — молодший сержант, Збройні сили України, учасник російсько-української війни.

## Короткий життєпис
Закінчив Криворізьку ЗОШ № 92, 2010-го — Криворізький професійний транспортно-металургійний ліцей, помічник машиніста електровоза, слюсар з ремонту рухомого складу.
З серпня 2010-го працював на Південному гірничо-збагачувальному комбінаті, помічник машиніста електровозу.
Мобілізований в травні 2014-го, навідник, 2-ге мотопіхотне відділення, 3-й мотопіхотний взвод, 40-й окремий мотопіхотний батальйон — 17-а окрема танкова бригада.
17 лютого 2015-го загинув у боях під Дебальцевим — опорний пункт потрапив в оточення, Олександр відстрілювався до останнього.
Похований в Кривому Розі 7 березня 2015-го. Без Олександра лишилися мама та молодша сестра.

## Нагороди та вшанування
За особисту мужність і героїзм, виявлені у захисті державного суверенітету та територіальної цілісності України, вірність військовій присязі під час російсько-української війни, відзначений — нагороджений
- 27 червня 2015 року — орденом «За мужність» III ступеня.
- в лютому 2016 року у Кривому Розі встановлено меморіальну дошку пам'яті Олександра Яцькова.
- медаллю УПЦ КП «За жертовність і любов до України» (посмертно)